# Formosopyrrhona cinnabarina
Formosopyrrhona cinnabarina là một loài bọ cánh cứng trong họ Cerambycidae.